# Мастроени, Пабло
Па́бло Мастрое́ни (англ. Pablo Mastroeni; род. 29 августа 1976, Мендоса) — американский футболист аргентинского происхождения, тренер. Выступал за сборную США.

## Карьера

### Клубная
Футбольную карьеру Мастроени начал в футбольной команде Университета штата Северная Каролина. В 1998 году он был задрафтован под общим тринадцатым номером командой «Майами Фьюжн», за которую впоследствии выступал четыре года, вплоть до расформирования команды. В 2002 году в результате драфта распределения Мастроени оказался в клубе «Колорадо Рэпидз», за который выступал по июнь 2013, когда перешёл в «Лос-Анджелес Гэлакси». 10 декабря 2013 года объявил о завершении карьеры футболиста.

### В сборной
В национальной сборной Мастроени дебютировал в июне 2001 года в матче с Эквадором. Провёл за сборную 65 матчей. Был в составе сборной США на двух чемпионатах мира, в 2002 и 2006 годах.

### Тренерская
В январе 2014 года Мастроени был назначен исполняющим обязанности главного тренера «Колорадо Рэпидз», после того как Оскар Пареха ушёл в «Даллас». 8 марта 2014 года, за неделю до старта сезона, был утверждён главным тренером на постоянной основе. 15 декабря 2016 года подписал новый трёхлетний контракт. 15 августа 2017 года Мастроени был освобождён с поста главного тренера «Колорадо Рэпидз».
4 ноября 2019 года Мастроени вошёл в тренерский штаб «Хьюстон Динамо» в качестве ассистента нового главного тренера Таба Рамоса.

## Достижения
Сборная США
- Победитель Золотого кубка КОНКАКАФ (3): 2002, 2005, 2007

«Майами Фьюжн»
- Обладатель Supporters’ Shield: 2001

«Колорадо Рэпидз»
- Чемпион MLS: 2010

Личные
- Символическая сборная года в MLS: 2001